# Nicolas Dumonstier
Nicolas Dumonstier, né à Paris le 12 juillet 1612 et mort dans la même ville le 16 septembre 1667 , est un dessinateur et un peintre français, reçu membre de l'Académie royale de peinture et de sculpture en 1663. 

## Biographie
Nicolas Dumonstier est fils de Daniel Dumonstier, peintre, valet de chambre du roi Louis XIII, et de Geneviève Balifre, fille de Claude Balifre.
Il a obtenu la survivance de son logement du Louvre occupé par son père en 1630. La même année, il quitte la France pour visiter l'Italie.
Il s'est marié en 1638 avec Marie Gaspard qui lui a donné quatre fils. 
Il a contribué à sauver des peintures de la petite galerie du Palais du Louvre au moment d'un incendie, le 6 février 1661. Sa veuve a reçu le 18 juin 1668 1 500 livres de récompense. 
Il a été reçu à l'Académie royale de peinture et de sculpture le 31 mars 1663. Cependant il n'a pas remis à l'Académie le portrait d'Errard comme morceau de réception, et il n'était encore qu'agréé par l'Académie au jour de sa mort.

## Famille
Les Dumonstier sont une famille de dessinateurs des XVIe et XVIIe siècles.
- Jean Dumonstier, enlumineur rouennais,
  - Geoffroy Dumonstier, peintre, mort à Paris en 1573, enlumineur de François Ier et d'Henri II, maître peintre à Paris[6].
    - Étienne Dumonstier (1540 env.-1603), envoyé à Vienne au service de Maximilien II par Catherine de Médicis ;
      - Pierre Dumonstier II (1585-1656), fils d'Étienne, peintre et valet de chambre du Roi en 1618, un des plus grands maîtres du portrait aux trois crayons, il voyage en Flandre et en Italie. Tallemant des Réaux l'a rencontré à Rome. Il s'est marié par contrat du 12 novembre 1611, avec Anne Daillières[7],[8]. Il est mort le 26 avril 1656, rue des Tournelles, à Paris[9] ;

    - Pierre Dumonstier I (1545?-1601), peintre ;
    - Cosme Dumonstier, valet de chambre du roi, mort en 1605, peintre de Marguerite de Navarre (1581-1582), peintre du roi (1583-1585) et de la reine (1586-1587), peintre du roi Henri IV ; 
      - Daniel Dumonstier, fils légitimé de Cosme en 1577, peintre et valet de chambre du roi Louis XIII, il était connu sous le nom de du Monstier-Crayon. Il s'est marié en l'église Saint-Eustache, le 20 mai 1602 avec Geneviève Balifre (morte sous les galeries du Louvre, le 5 décembre 1628) dont le père, Claude Balifre, est le Maître des enfants de musique de la chambre du roi[10] dont il eut onze enfants[11]. Il s'est remarié le 13 février 1630 avec sa servante, Françoise Hésèque (décédée en 1636) dont il a eu quatre autres enfants. Il est mort dans son logement sous la galerie du Louvre. Son service funèbre a eu lieu le 22 juin 1646 à l'église Saint-Germain-l'Auxerrois :
        - Nicolas Dumonstier, né le 12 juillet 1612, septième enfant de son premier mariage, peintre et valet de chambre du roi, marié en 1638 avec Marie Gaspar. Reçu à l'Académie royale de peinture et de sculpture le 31 mars 1663. Il serait mort le 16 septembre 1667. Il a eu de son mariage onze enfants dont plusieurs sont morts très jeunes[12] ;
          - Louis Dumonstier, né le 24 novembre 1641[13].

  - Côme Dumonstier ( -1552), orfèvre à Rouen ;
  - Meston Dumonstier, orfèvre à Rouen.